# Одиниці вимірювання часу
Сучасні одиниці вимірювання часу засновані на періоди обертання Землі навколо своєї осі і обертання навколо Сонця, а також обертання Місяця навколо Землі. Такий вибір одиниць зумовлено як історичними, так і практичними міркуваннями: необхідністю узгоджувати діяльність людей зі зміною дня і ночі, сезонів.

## Доба, година, хвилина та секунда
Історично основною одиницею для вимірювання середніх інтервалів часу була доба (часто кажуть «день»), що вираховується з мінімальним повним циклів зміни сонячної освітленості (день і ніч).
У результаті ділення доби на менші часові інтервали однакової довжини виникли години, хвилини і секунди. Походження поділу, ймовірно, пов'язано з дванадцятковою системою числення, якої дотримувалися в стародавньому Шумері. Добу ділили на два рівних послідовних інтервали (умовно день і ніч). Кожен із них ділили на 12 годин. Подальший поділ годин сходить до шістдесяткової системі числення. Кожну годину ділили на 60 хвилин, а кожну хвилину — на 60 секунд.
Таким чином, у годині 3600 секунд; у добі — 24 години, або 1440 хвилин, або 86 400 секунд.
Зараз саме ці одиниці найчастіше використовують для вимірювання та вираження проміжків часу. Секунда (укр. позначення: с; міжнародне: s) є однією із семи основних одиниць у Міжнародній системі одиниць (SI) і однієї з трьох основних одиниць у системі СГС.
Одиниці «хвилина» (укр. позначення: хв; міжнародне: min), «година» (укр. позначення: г; міжнародне: h) і «доба» (укр. позначення: д; міжнародне: d) не входять в систему SI, однак в Україні вони допущені для використання як позасистемні одиниць без обмеження терміну дії допуску з областю застосування «усі області».
В астрономії використовують позначення г, хв, с (або h, m, s) у верхньому індексі: наприклад, 13год20хв10с (або 13h20m10s).

### Використання для позначення часу доби
Існує дві системи вказівки часу доби. У так званій французькій системі не враховується поділ доби на два інтервали по 12 годин (день і ніч), а вважається, що доба безпосередньо ділиться на 24 години. Номер години може бути від 0 до 23 включно. В «англійській системі» цей поділ враховується. Години вказують з моменту початку поточних півдоби, а після цифр пишуть буквений індекс половини доби. Першу половину доби (ніч, ранок) позначають AM, другу (день, вечір) — PM; ці позначення походять від лат. ante meridiem і post meridiem (до полудня / після полудня). Номер години у 12‑годинних системах у різних традиціях записується по-різному: від 0 до 11 або 12, 1, 2, …, 11. Оскільки всі три часові субкоординати не перевищують ста, для запису їх у десятковій системі достатньо двох цифр; тому значення годин, хвилин і секунд пишуть двозначним десятковим числом, додаючи нуль перед числом, якщо це необхідно (в англійській системі, втім, номер години пишуть одно- або двозначним десятковим числом).
За початок відліку часу прийнята опівночі. Таким чином, опівночі у французькій системі — це 00:00, а в англійській — 12:00 AM. Полудень — 12:00 (12:00 PM). Момент часу після 19 годин, і ще 14 минут з півночі — 19:14 (в англійській системі — 7:14 PM).
На циферблатах більшості сучасних годинників (зі стрілками) використовується саме англійська система. Проте, випускаються і такі стрілочні годинники, де використовується французька 24-годинна система. Такі годинники застосувують у тих областях, де судити про дні й ночі важко (наприклад, на підводних човнах або за Полярним колом, де існує полярна ніч і полярний день).

### Використання для позначення часового інтервалу
Для вимірювання інтервалів часу годинник, хвилини й секунди не дуже зручні, оскільки не використовують десяткову систему числення, тому для вимірювання часових інтервалів зазвичай використовують тільки секунди.
Тим не менш, іноді використовують і власне години, хвилини і секунди. Так, тривалість 50 000 с можна записати як 13 г 53 хв 20 с.

### Еталонизація
Тривалість середніх сонячних діб — величина непостійна. І хоча вона змінюється геть небагато (збільшується в результаті припливів через дію тяжіння Місяця й Сонця в середньому на 0,0023 с на століття за останні 2000 років, а за останні 100 років — лише на 0,0014 с), цього достатньо для значних спотворень тривалості секунди, якщо вважати за секунду 1⁄86400 частину тривалості сонячних діб. Тому від визначення «година — 1⁄24 доби; хвилина — 1⁄60 години; секунда — 1⁄60 хвилини» перейшли до визначення секунди як основної одиниці, що базується на періодичному внутрішньоатомному процесі, що не пов'язаний з якими-небудь рухами небесних тіл (на неї інколи посилаються як на секунду SI або «атомну секунду», коли з контексту її можна сплутати з секундою, визначеною з астрономічних спостережень).

Нині в Міжнародній системі одиниць (SI) прийнято таке визначення секунди:
Одна секунда — це інтервал часу, що дорівнює 9 192 631 770 періодам випромінювання відповідного переходу між двома надтонким рівнями основного квантового стану атома цезію-133 в спокої за температури 0 К.
Це визначення було прийнято в 1967 році (уточнення щодо температури та стану спокою з'явилося в 1997 році).
Відштовхуючись від секунди SI, хвилину визначають як 60 секунд, годину — як 60 хвилин, і календарну (юлианську) добу як точно 86 400 с. Нині юліанська доба коротша за середню сонячну добу приблизно на 2 мс. Для усунення розбіжностей, що накопичуються, вводять високосні секунди. Визначають також юліанський рік (точно 365,25 юлианских діб, або 31 557 600 с), іноді званий науковим роком.
В астрономії та в ряді інших областей поряд із секундою SI застосовується ефемеридна секунда, визначення якої засноване на астрономічних спостереженнях. Вважаючи, що в тропічному році 365,242 190 402 діб, а добу вважаючи постійної тривалості (т. зв. ефемерідне обчислення), отримують, що в році 31 556 925,25073 с. Тоді вважають, що секунда — це 1⁄31556925.1875 частина тропічного року. Вікова зміна тривалості тропічного року змушує прив'язувати це визначення до певної епохи; так, дане визначення відноситься до тропічного року в момент 2000,0.

### Кратні і частинні одиниці
Секунда — єдина одиниця часу, з якою використовуються приставки SI для утворення частинних і (рідко) кратних одиниць (мілісекунда, фемтосекунда).

## Рік, місяць, тиждень
Для вимірювання довших інтервалів часу використовуються одиниці виміру рік, місяць і тиждень, що складаються з цілого числа сонячних діб. Рік приблизно дорівнює періоду обертання Землі навколо Сонця (приблизно 365,2422 доби), місяць — період повної зміни фаз Місяця (званого синодичним місяцем, рівним 29,53 доби).
У найпоширенішому григоріанському, а також в юліанському календарі за основу прийнятий рік, що дорівнює 365 добам. Так як тропічний рік не дорівнює цілій кількісті сонячних діб (він складає приблизно 365,2422 діб), для синхронізації календарних часів року з астрономічними в календарі використовуються високосні роки тривалістю 366 днів. Рік ділиться на дванадцять календарних місяців різної тривалості (від 28 до 31 дня). Звичайно, на кожен календарний місяць випадає по одному повному місяцю, але так як фази Місяця змінюються трохи швидше, ніж 12 раз у році, іноді трапляються і другі повні на місяць, звані Синім місяцем.
У єврейському календарі основою є місячний синодичний місяць і тропічний рік, при цьому рік може містити 12 або 13 місячних місяців. У тривалій перспективі одні і ті ж місяці календаря припадають на один і той же час.
В ісламському календарі основою є місячний синодичний місяць, а рік має завжди строго 12 місячних місяців, тобто близько 354 днів, що на 11 днів менше тропічного року. Завдяки цьому початок року і всі мусульманські свята кожен рік зміщуються відносно кліматичних пір року і рівноденнь.
Тиждень зазвичай складається з 7 днів, не прив'язаний до будь-якої астрономічної події, однак широко використовується як одиниця часу. Можна вважати, що тижні формують незалежний календар, використовуваний паралельно з різними іншими календарями. Припускають, що тривалість тижня бере початок від округленої до цілого числа днів тривалості однієї з чотирьох фаз Місяця.

## Століття, тисячоліття
Ще більш великі одиниці часу — століття й тисячоліття. Століття іноді ділять на десятиліття (декади).

## Мегарік і гігарік
У іншомовній літературі прийняті також такі кратні року одиниці вимірювання часу, як мегарік (позначення Myr), рівний мільйону років, і гігарік (позначення Gyr), що дорівнює мільярду років. Ці одиниці застосовуються переважно в космології, а також в геології та в науках, пов'язаних з вивченням історії Землі. Так, наприклад, вік Всесвіту оцінюється в 13.72±0.12 гігароків.

## Рідкісні і застарілі одиниці
У Великій Британії та країнах Співдружності націй використовується одиниця вимірювання часу фортнайт, рівна двом тижням.
В СРСР у різний час замість семиденного тижня використовувалися шестиденні і п'ятиденні тижні, а також, з метою економічного планування, п'ятирічки.
У бухгалтерського обліку використовуються переважно такі одиниці, як квартал (три місяці, чверть року) і півріччя (два квартали, шість місяців, півроку).
У сфері освіти використовується одиниця вимірювання часу академічна година (45 хв). Також у середніх школах нерідко зустрічається слово «година» у значенні тривалості одного уроку (тобто 40 хвилин); «чверть» (приблизно ¼  навчального року); приблизно рівний останній «триместр» (від лат. tri — три, mensis — місяць; приблизно 3 месяца); «і семестр» (від лат. sex — шість; приблизно 6 месяцев), що збігається з «півріччям». Триместр використовується також в акушерстві та гінекології для визначення строків вагітності, в цьому випадку він точно дорівнює трьом місяцям.
Іноді використовується одиниця терція, рівна 1⁄60.
Одиниця декада, залежно від контексту, може стосуватися 10 днів або (рідше) до 10 років.
Індикт (індиктион), що використовувався в Римській імперії (з часів Діоклетіана), пізніше у Візантії, давній Болгарії і Русі, дорівнює 15 рокам.
Олімпіада в античності використовувалася як одиниця вимірювання часу і дорівнювала 4 рокам.
Сарос — період повторення затемнень, рівний 18 рокам і 11+1⁄3 і відомий ще древнім вавилонянам. Сарос називався також календарний період у 3600 років; менші періоди носили назви нерос (600 років) і соссос (60 років).
У планківській системі одиниць, що ґрунтується на фундаментальних константах, одиниця виміру часу (планківський час) виражається через гравітаційну постійну G, постійну Планка ℏ і швидкість світла c:
{\displaystyle t_{\mathrm {P} }={\sqrt {\frac {\hbar G}{c^{5}}}}=5{,}391\,21(13)\cdot 10^{-44}} секунди.
Галактичний рік — приблизно 216 млн років.
Астрономічний юліанський рік рекомендується для визначення відстаней у світлових роках
Сьогодні найменший експериментально спостережуваний проміжок часу становить близько аттосекунди (10−18 с), що відповідає 1026 планківським одиницям часу. За аналогією з планківською довжиною, інтервал часу, менший за планківський час, неможливо виміряти.
В індуїзмі «день Брахми» — кальпа — дорівнює 4,32 млрд років. Ця одиниця увійшла в Книгу рекордів Гіннеса як найбільша одиниця вимірювання часу.